# Lista filmelor japoneze propuse la Oscar pentru cel mai bun film străin

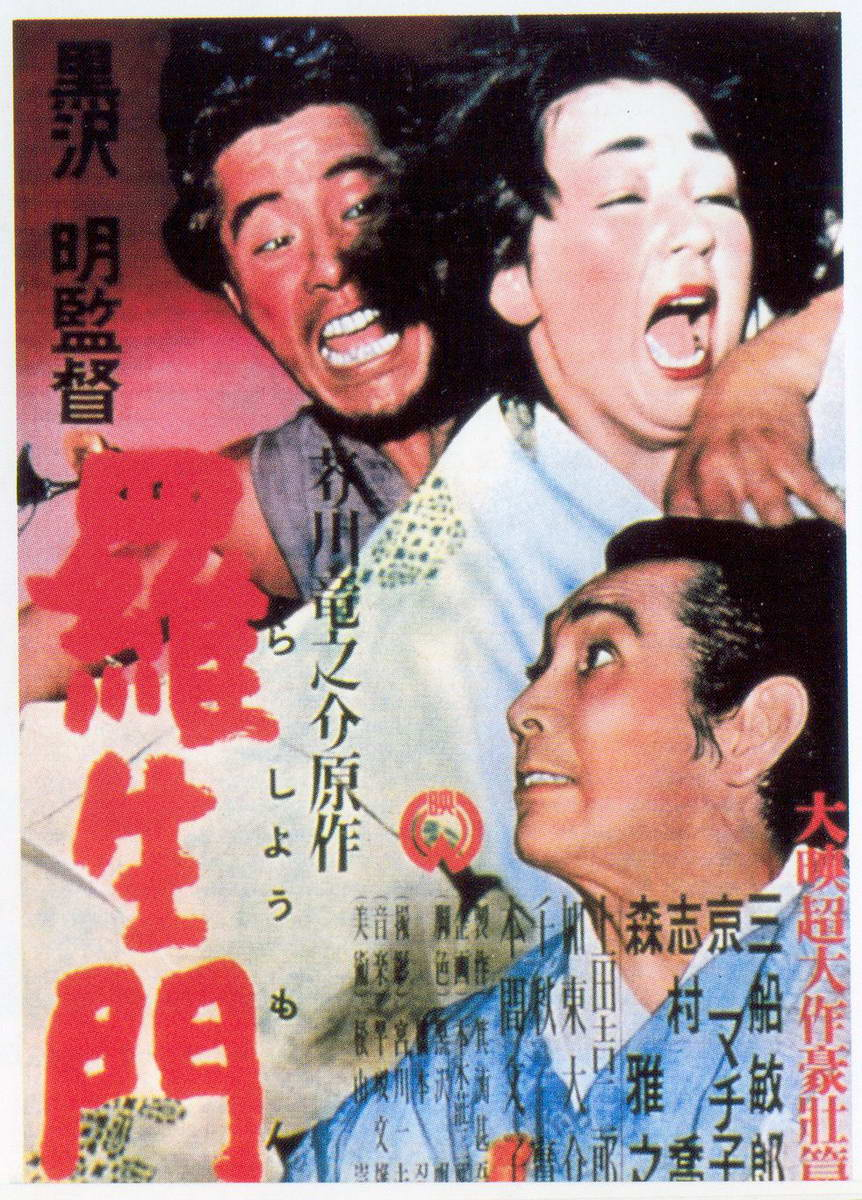
Poster teatral pentru Rashōmon, care a fost votat cel mai bun film într-o limbă străină, lansat în Statele Unite în 1951, și a primit un Premiu Onorific.

Japonia a prezentat filme pentru Premiul Oscar pentru cel mai bun film străin de la inaugurarea premiului, din 1956. Premiul este acordat anual de către "Academy of Motion Picture Arts and Sciences" din Statele Unite filmelor de lungmetraj realizate în afara Statelor Unite și care conțin în primul rând dialog în altă limbă decât engleza.
Premiul Oscar pentru cel mai bun film străin a fost inaugurat în anul 1956; cu toate acestea, între 1947 și 1955, Academia a prezentat Premii Onorifice pentru cele mai bune filme într-o limbă străină lansate în Statele Unite. Aceste premii nu erau competitive, deoarece nu existau nominalizări, ci pur și simplu în fiecare an exista un film câștigător votat de Consiliul Director al Academiei. Trei filme japoneze au primit premii onorifice în această perioadă. Începând cu 1956 Academia a creat un premiu competitiv de merit, cunoscut sub numele de Cel mai bun film străin, pentru filme non-englezești și a fost acordat anual de atunci.
Între 1956 și 2018, 12 filme japoneze au fost nominalizate la Premiul Oscar pentru cel mai bun film străin, și un film, Departures, a obținut Oscarul. Singurii regizori japonezi care au avut multiple filme nominalizate la premiu sunt: Akira Kurosawa și Noboru Nakamura. Kurosawa a primit un premiu onorific înainte de crearea oficială a premiului pentru filmul său Rashōmon și un Oscar pentru Vânătorul din taiga (propus de Uniunea Sovietică) și a mai avut alte patru filme propuse, din care două au fost acceptate ca nominalizare. Ran, filmul său din 1985 a fost în mod deliberat nenominalizat de industria japoneză de film la Oscarul pentru cel mai bun film străin din cauza slabei percepții pe care regizorul o avea printre regizorii japonezi la acea vreme. Nakamura a avut două filme propuse, Twin Sisters of Kyoto și Portrait of Chieko. Japonia deține locul 5 după numărul de nominalizări, în spatele Suediei (14 nominalizări) și în fața Uniunii Sovietice (nouă nominalizări).

## Listă filme
| An           | Titlul filmului folosit în nominalizare    | Titlul original                                           | Regizor             | Rezultat        |
| ------------ | ------------------------------------------ | --------------------------------------------------------- | ------------------- | --------------- |
| 1951 (24th)  | Rashomon                                   | Rashōmon (羅生門?)                                        | Akira Kurosawa      | Premiu onorific |
| 1954 (27th)  | Gate of Hell                               | Jigokumon (地獄門?)                                       | Teinosuke Kinugasa  | Premiu onorific |
| 1955 (28th)  | Samurai, The Legend of Musashi             | Miyamoto Musashi (宮本武蔵?)                              | Hiroshi Inagaki     | Premiu onorific |
| 1956 (29th)  | Harp of Burma                              | Biruma no Tategoto (ビルマの竪琴?)                        | Kon Ichikawa        | Nominalizat     |
| 1957 (30th)  | Aruse                                      | Arakure (あらくれ?)                                       | Mikio Naruse        | Nenominalizat   |
| 1958 (31st)  | The Ballad of Narayama                     | Narayama-bushi Ko (楢山節考?)                             | Keisuke Kinoshita   | Nenominalizat   |
| 1959 (32nd)  | Fires on the Plain                         | Nobi (野火?)                                              | Kon Ichikawa        | Nenominalizat   |
| 1960 (33rd)  | Late Autumn                                | Akibiyori (秋日和?)                                       | Yasujirō Ozu        | Nenominalizat   |
| 1961 (34th)  | Immortal Love                              | Eien no Hito (永遠の人?)                                  | Keisuke Kinoshita   | Nominalizat     |
| 1962 (35th)  | Being Two Isn't Easy                       | Watashi wa ni sai (私は二歳?)                             | Kon Ichikawa        | Nenominalizat   |
| 1963 (36th)  | Twin Sisters of Kyoto                      | Koto (古都?)                                              | Noboru Nakamura     | Nominalizat     |
| 1964 (37th)  | Femeia nisipurilor                         | Suna no Onna (砂の女?)                                    | Hiroshi Teshigahara | Nominalizat     |
| 1965 (38th)  | Kwaidan                                    | Kaidan (怪談?)                                            | Masaki Kobayashi    | Nominalizat     |
| 1966 (39th)  | Lake of Tears                              | Umi no Koto (湖の琴?)                                     | Tomotaka Tasaka     | Nenominalizat   |
| 1967 (40th)  | Portrait of Chieko                         | Chieko-sho (智恵子抄?)                                    | Noboru Nakamura     | Nominalizat     |
| 1968 (41st)  | The Sands of Kurobe                        | Kurobe no Taiyō (黒部の太陽?)                             | Kei Kumai           | Nenominalizat   |
| 1969 (42nd)  | Kuragejima, Legends From a Southern Island | Kamigami no fukaki yokubō (神々の深き欲望?)               | Shōhei Imamura      | Nenominalizat   |
| 1970 (43rd)  | The Scandalous Adventures of Buraikan      | Buraikan (無頼漢?)                                        | Masahiro Shinoda    | Nenominalizat   |
| 1971 (44th)  | Dodes'ka-den                               | Dodes'ka-den (どですかでん?)                              | Akira Kurosawa      | Nominalizat     |
| 1972 (45th)  | Under the Flag of the Rising Sun           | Gunki hatameku moto ni (軍旗はためく下に,?)               | Kinji Fukasaku      | Nenominalizat   |
| 1973 (46th)  | Coup d'Etat                                | Kaigenrei (戒厳令?)                                       | Yoshishige Yoshida  | Nenominalizat   |
| 1974 (47th)  | The Fossil                                 | Kaseki (化石?)                                            | Masaki Kobayashi    | Nenominalizat   |
| 1975 (48th)  | Sandakan No. 8                             | Sandakan Hachibanshokan Bohkyo (サンダカン八番娼館 望郷?) | Kei Kumai           | Nominalizat     |
| 1977 (50th)  | Mt. Hakkoda                                | Hakkōda-san (八甲田山?)                                   | Shiro Moritani      | Nenominalizat   |
| 1978 (51st)  | Empire of Passion                          | Ai no Bōrei (愛の亡霊?)                                   | Nagisa Oshima       | Nenominalizat   |
| 1979 (52nd)  | Gassan                                     | Gassan (月山?)                                            | Tetsutaro Murano    | Nenominalizat   |
| 1980 (53rd)  | Kagemusha (The Shadow Warrior)             | Kagemusha (影武者?)                                       | Akira Kurosawa      | Nominalizat     |
| 1981 (54th)  | Muddy River                                | Doro no Kawa (泥の河?)                                    | Kōhei Oguri         | Nominalizat     |
| 1982 (55th)  | Onimasa                                    | Kiryūin hanako no shōgai (鬼龍院花子の生涯?)              | Hideo Gosha         | Nenominalizat   |
| 1983 (56th)  | Antarctica                                 | Nankyoku Monogatari (南極物語?)                           | Koreyoshi Kurahara  | Nenominalizat   |
| 1984 (57th)  | MacArthur's Children                       | Setouchi Shōnen Yakyū-dan (瀬戸内少年野球団?)             | Masahiro Shinoda    | Nenominalizat   |
| 1985 (58th)  | Gray Sunset                                | Hanaichimonme (花いちもんめ?)                             | Shunya Ito          | Nenominalizat   |
| 1986 (59th)  | Final Take                                 | Kinema no Tenchi (キネマの天地?)                          | Yoji Yamada         | Nenominalizat   |
| 1987 (60th)  | Zegen                                      | Zegen (女衒?)                                             | Shōhei Imamura      | Nenominalizat   |
| 1988 (61st)  | Hope and Pain                              | Dauntaun Hiirōzu (ダウンタウン・ヒーローズ?)              | Yoji Yamada         | Nenominalizat   |
| 1989 (62nd)  | Rikyu                                      | Rikyu (利休?)                                             | Hiroshi Teshigahara | Nenominalizat   |
| 1990 (63rd)  | The Sting of Death                         | Shi no Toge (死の棘?)                                     | Kōhei Oguri         | Nenominalizat   |
| 1991 (64th)  | Rhapsody in August                         | Hachigatsu no Kyōshikyoku (八月の狂詩曲?)                 | Akira Kurosawa      | Nenominalizat   |
| 1992 (65th)  | The Oil-Hell Murder                        | Onna goroshi abura jigoku (女殺油地獄?)                   | Hideo Gosha         | Nenominalizat   |
| 1993 (66th)  | Madadayo                                   | Mādadayo (まあだだよ?)                                    | Akira Kurosawa      | Nenominalizat   |
| 1994 (67th)  | Pom Poko                                   | Heisei Tanuki Gassen Ponpoko (平成狸合戦ぽんぽこ?)        | Isao Takahata       | Nenominalizat   |
| 1995 (68th)  | Deep River                                 | Fukai Kawa (深い河?)                                      | Kei Kumai           | Nenominalizat   |
| 1996 (69th)  | Gakko II                                   | Gakkō II (学校II?)                                        | Yoji Yamada         | Nenominalizat   |
| 1997 (70th)  | Princess Mononoke                          | Mononoke Hime (もののけ姫?)                               | Hayao Miyazaki      | Nenominalizat   |
| 1998 (71st)  | Begging for Love                           | Ai o Kōhito (愛を乞う人?)                                 | Hideyuki Hirayama   | Nenominalizat   |
| 1999 (72nd)  | Poppoya                                    | Tetsudōin (鉄道員?)                                       | Yasuo Furuhata      | Nenominalizat   |
| 2000 (73rd)  | After the Rain                             | Ame Agaru (雨あがる?)                                     | Takashi Koizumi     | Nenominalizat   |
| 2001 (74th)  | Go                                         | GO                                                        | Isao Yukisada       | Nenominalizat   |
| 2002 (75th)  | Out                                        | OUT                                                       | Hideyuki Hirayama   | Nenominalizat   |
| 2003 (76th)  | The Twilight Samurai                       | Tasogare Seibei (たそがれ清兵衛?)                         | Yoji Yamada         | Nominalizat     |
| 2004 (77th)  | Nobody Knows                               | Dare mo Shiranai (誰も知らない?)                          | Hirokazu Koreeda    | Nenominalizat   |
| 2005: (78th) | Blood and Bones                            | Chi to Hone (血と骨?)                                     | Yoichi Sai          | Nenominalizat   |
| 2006 (79th)  | Hula Girls                                 | Hura Gāru (フラガール?)                                   | Sang-il Lee         | Nenominalizat   |
| 2007 (80th)  | I Just Didn't Do It                        | Soredemo boku wa yatte nai (それでもボクはやってない?)    | Masayuki Suo        | Nenominalizat   |
| 2008 (81st)  | Departures                                 | Okuribito (おくりびと?)                                   | Yojiro Takita       | Oscar           |
| 2009 (82nd)  | Nobody to Watch Over Me                    | Dare mo Mamotte Kurenai (誰も守ってくれない?)             | Ryoichi Kimizuka    | Nenominalizat   |
| 2010 (83rd)  | Confessions                                | Kokuhaku (告白?)                                          | Tetsuya Nakashima   | Listă scurtă    |
| 2011 (84th)  | Postcard                                   | Ichimai no hagaki (一枚のハガキ?)                         | Kaneto Shindō       | Nenominalizat   |
| 2012 (85th)  | Our Homeland                               | Kazoku no kuni (一かぞくのくに?)                          | Yong-hi Yang        | Nenominalizat   |
| 2013 (86th)  | The Great Passage                          | Fune o Amu (舟を編む?)                                    | Yuya Ishii          | Nenominalizat   |
| 2014 (87th)  | The Light Shines Only There                | Soko nomi nite hikari kagayaku (そこのみにて光輝く?)      | Mipo O              | Nenominalizat   |
| 2015 (88th)  | 100 Yen Love                               | Hyakuen no koi (百円の恋 ?)                               | Masaharu Take       | Nenominalizat   |
| 2016 (89th)  | Nagasaki: Memories of My Son               | Haha to Kuraseba (母と暮せば?)                            | Yoji Yamada         | Nenominalizat   |
| 2017 (90th)  | Her Love Boils Bathwater                   | Yu o Wakasu Hodo no Atsui Ai (湯を沸かすほどの熱い愛?)    | Ryōta Nakano        | Nenominalizat   |
| 2018 (91st)  | Shoplifters                                | Manbiki Kazoku (万引き家族?)                              | Hirokazu Kore-eda   | Nominalizat     |
| 2019 (92nd)  | Weathering with You                        | Tenki no Ko (天気の子?)                                   | Makoto Shinkai      | Nenominalizat   |
| 2020 (93rd)  | True Mothers                               | Asa ga Kuru (朝が来る?)                                   | Naomi Kawase        | Nenominalizat   |
| 2021 (94th)  | Drive My Car                               | Doraibu mai kā (ドライブ・マイ・カー?)                    | Ryusuke Hamaguchi   | Listă scurtă    |